# Campionato italiano di hockey su ghiaccio 1935
Il campionato italiano di hockey su ghiaccio 1935, 9ª edizione del massimo campionato nazionale, si disputò fra il 2 ed il 4 marzo 1935. Date le numerose squadre iscritte al Campionato, la FISI decide di dividere il torneo in Serie A e Serie B. Tuttavia il campionato fu segnato dalle numerosissime defezioni in entrambe le serie. La formula della Serie B prevedeva che le squadre si affrontassero in gare ad eliminazione diretta e che le vincenti dei due gironi accedessero in finale per conquistare la promozione in Serie A. Nella Serie A da un originario girone a quattro si passò ad un torneo triangolare; a vincere il primo titolo della sua storia furono i Diavoli Rossoneri Milano.

## Serie A

### Partecipanti
GS Dolomiti Cortina Hockey · 
 HC Milano · 
 HC Milano II · 
 Diavoli Rossoneri Milano

### Verdetti
| Serie A 1935             |
| ------------------------ |
| Diavoli Rossoneri Milano |

## Serie B

### Partecipanti

#### Girone A
Bardonecchia · 
 HC Torino · 
 HC Milano II · 
 Diavoli Rossoneri Milano II

#### Girone B
GS Dolomiti Cortina Hockey II · 
 Bolzano · 
 Ortisei · 
 SC Renon

### Verdetti
| Serie B 1935 |
| ------------ |
| HC Milano II |